# Ciaracio
Ciaracio (węg. Csaracsó) – wieś w Rumunii, w okręgu Harghita, w gminie Ciceu. W 2011 roku liczyła 135 mieszkańców.